# Albanischer Reisepass

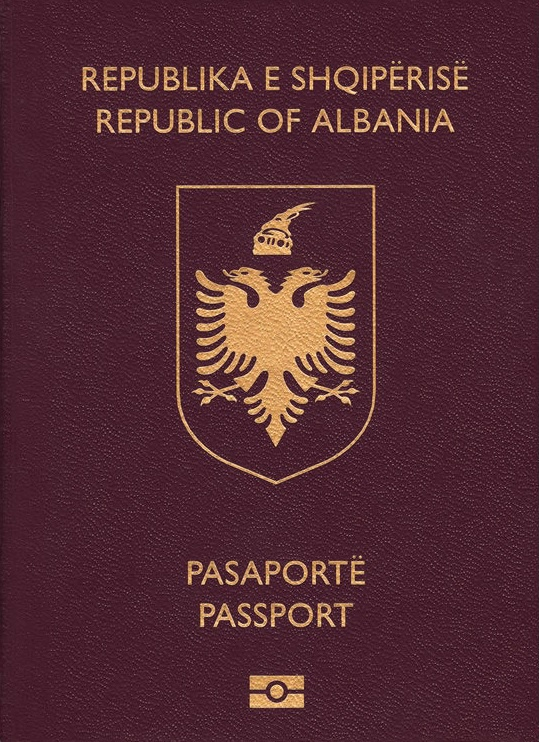
Biometrischer Reisepass Albaniens 2009

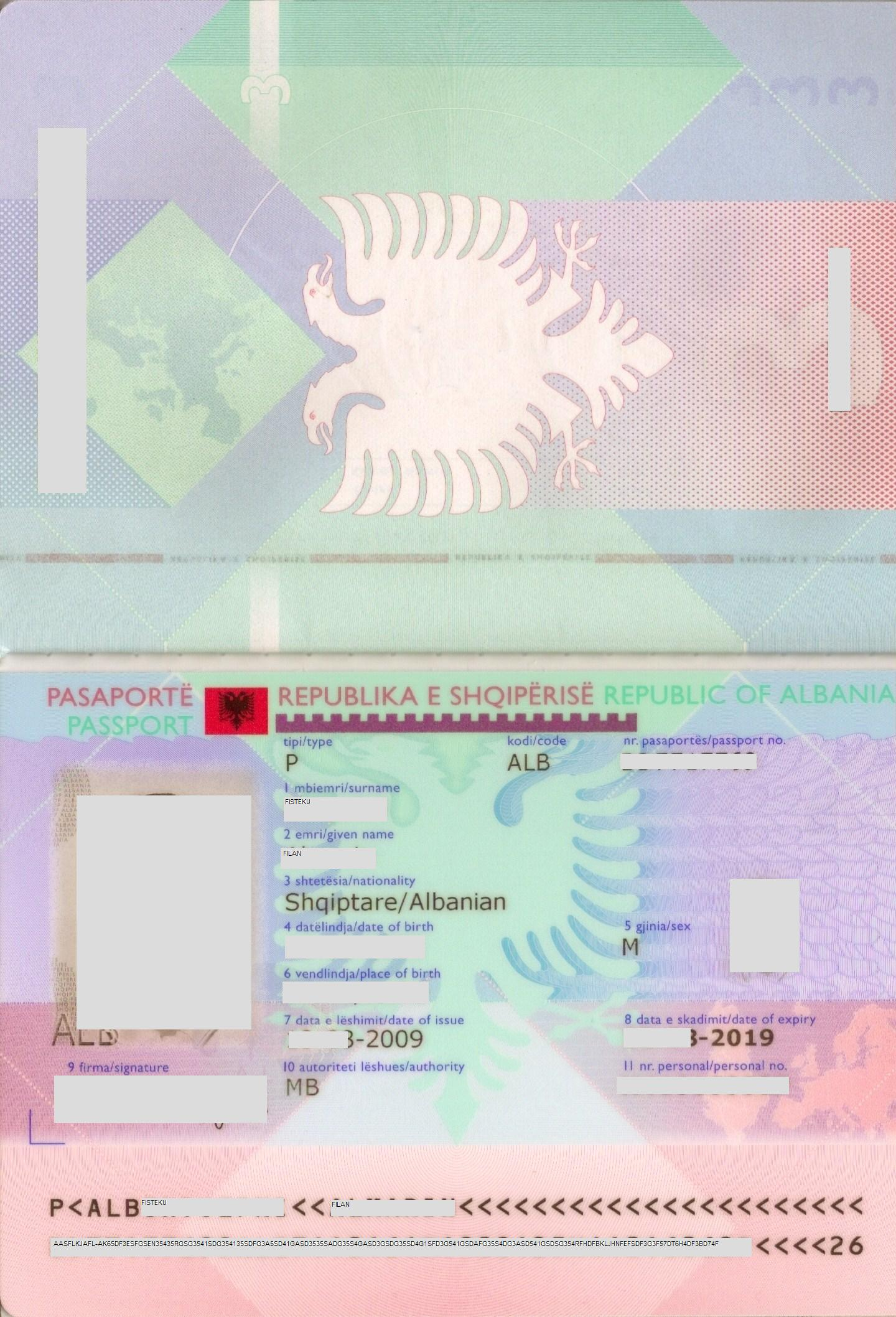
Daten-Seite mit Biometrie-Chip

Der albanische Reisepass (Pasaporta shqiptare) ist das Ausweisdokument, das den Bürgern Albaniens ausgestellt wird, um Reisen ins Ausland zu ermöglichen. Die Pässe werden vom Innenministerium ausgestellt.

## Biometrischer Reisepass
Im Jahre 2009 begann die albanische Regierung damit, den biometrischen Reisepass herauszubringen. Die Antriebsfeder für dieses Unternehmen war die Hoffnung auf Modernisierung, die an internationale Standards heranreichen sollte. Ab dem Jahr 2011 ist dieser Reisepass der einzige gültige der Balkanrepublik. Zum Erwerb dieses Ausweises sieht die albanische Regierung vor, dass ein Bürger diesen Pass bei der Post beantragen muss. Gegen eine Gebühr von sechstausend Lek (umgerechnet etwa 50 Euro) wird der Pass ausgestellt und mit dem Passfoto des Besitzers ausgestattet. Ferner werden die Fingerabdrücke in den Pass eingespeichert. Dieser Reisepass hat eine Gültigkeit von zehn Jahren.

### Beschaffenheit
Diese Pässe enthalten einen Mikrochip, in dem die biometrischen Daten, wie Foto, Unterschrift und Fingerabdrücke des Besitzers eingebettet sind. Die Angaben auf dem Reisepass sind sowohl auf Albanisch als auch auf Englisch verfasst worden. Die albanische Regierung hat diesen Pass auch aufgrund der höheren Sicherheit und der schlechteren Möglichkeit zur Fälschung dieses Dokumentes eingeführt.

## Geschichte
Der erste albanische Reisepass wurde in den 1920er Jahren eingeführt, als der damals frisch aus der Taufe gehobene Staat sich politisch zu festigen begann. Während der kommunistischen Zeit im Land zwischen 1945 und 1991 erlaubte die Regierung keine Auslandsreisen seiner Bürger, sodass Reisepässe nur für diplomatische Reisen in sehr limitierter Zahl ausgegeben wurden. Nach 1991 druckte die albanische Regierung Reisepässe für jeden Staatsbürger, der diesen erwerben wollte.
- Von 1991 bis 1996 wies der Reisepass eine auffällige Rotfärbung auf der Umschlagseite auf. Die Sicherheit war wesentlich geringer, da die Echtheit dieses Dokumentes nur durch einen Stempel auf dem Ausweisbild gewährleistet wurde. Die biometrischen Daten wurden per Hand niedergeschrieben.
- Von 1996 bis 2002 war die Farbe des Reisepasses braun. Die Sicherheitsstandards wurden erhöht, indem man das Foto laminierte und die biometrischen Daten nicht mehr mit der Hand verfasste. In dieser Zeit wurde der Pass von einer kanadischen Firma hergestellt.
- Von 2002 bis 2009 wies der Reisepass, der nun dunkler seine frühere Farbe wieder annahm, fast alle Standards auf, mit Ausnahme des Mikrochips. Die Bundesdruckerei stellte den Ausweis in dieser Zeit her.
- Seit 2009 hat der Pass die Farbe Burgunderrot und ist mit einem implantierten Mikrochip ausgestattet. Die französische Sagem Sécurité vervielfältigt nunmehr den Pass.

Ehemals ausgegebene Reisepässe
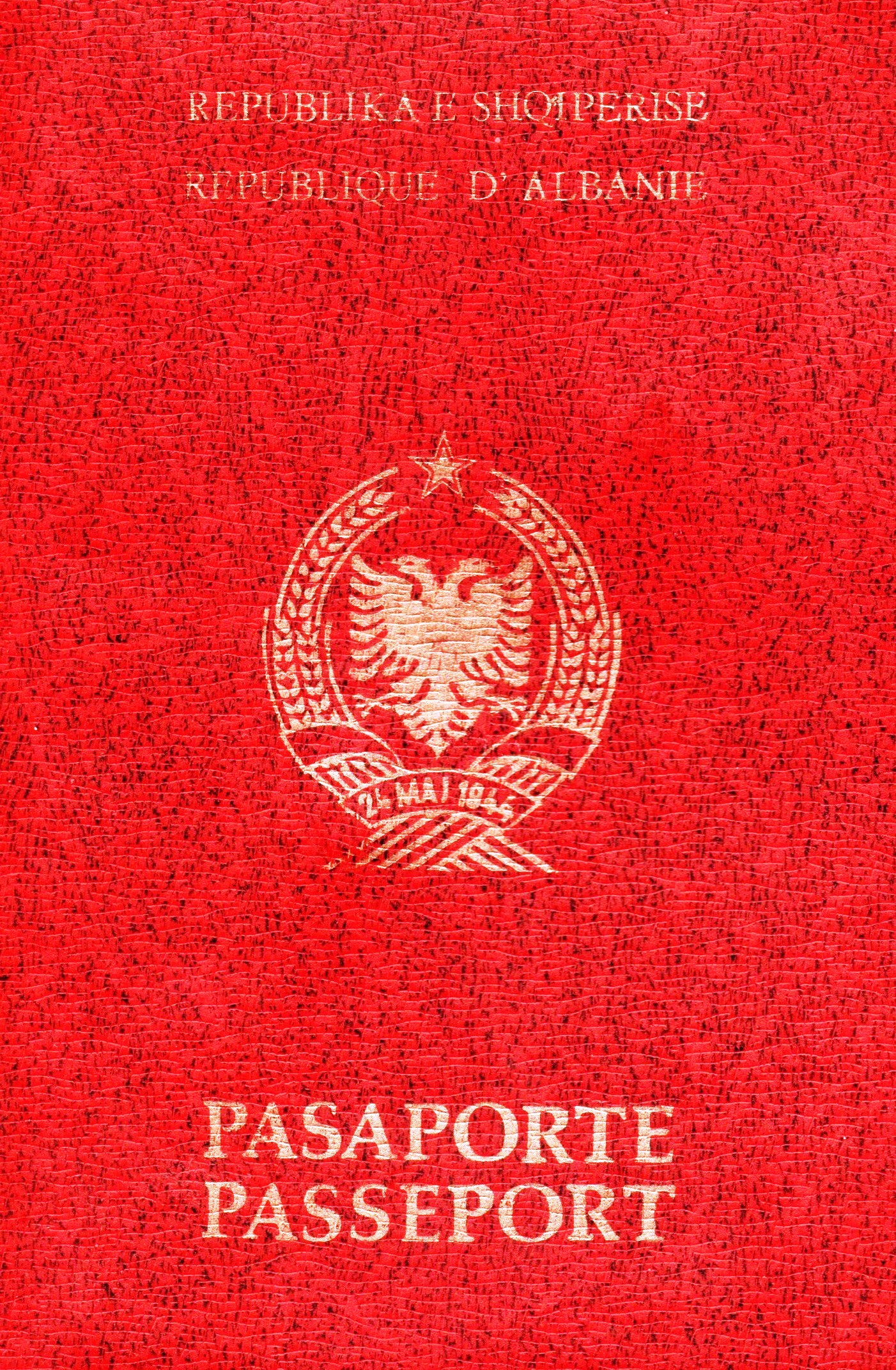
1991
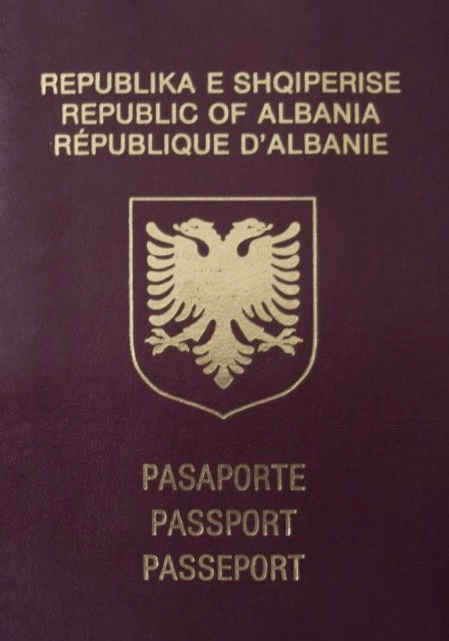
1996
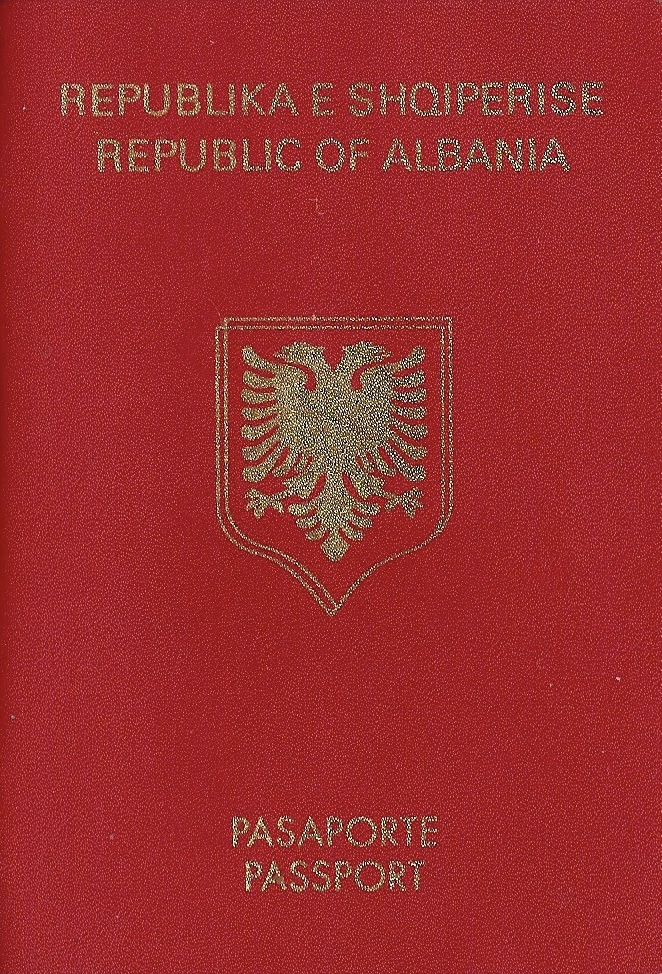
2002